# Badiera acuminata
Badiera acuminata là một loài thực vật có hoa trong họ Polygalaceae. Loài này được (Willd.) DC. mô tả khoa học đầu tiên năm 1824.